# Leucheria papillosa
Leucheria papillosa  es una especie de planta con flor en la familia Asteraceae.

## Distribución
Es originaria de Chile y Argentina.

## Taxonomía
Leucheria papillosa fue descrita por Ángel Lulio Cabrera y publicado en Revista Sudamericana de Botánica 3: 58. 1936.